# 거창군의 농어촌버스
거창군의 농어촌버스는 경상남도 거창군을 중심으로 운행하는 버스를 이용한 대중교통 수단으로 서흥여객이 유일하다.

## 운행 정보
버스는 거창군 거창읍 구간을 운행하는 시내버스와 거창읍과 각면을 연결하는 농어촌버스로 구분된다. 농어촌버스의 경우 인근 지역인 함양군 안의면, 합천군 합천읍까지 운행하는 노선도 있다. 각 노선별 배차는 기본적으로 30~50분 정도의 간격을 가진다. 매일 운행하는 일반 버스가 있는 반면, 학기 중에만 운행하는 학생통학 버스와 장날에만 운행하는 시장운행 버스도 있다. 2015년 9월 24일부터 서흥여객 시내버스 공영차고지가거창버스터미널 앞으로 이전하여 시외버스 이용에 불편함을 줄였다.

## 운임
운임은 2017년 7월 1일 기준 요금이다.
| 구분         | 구분                            | 일반                              | 청소년                                                               | 어린이                   |
| ------------ | ------------------------------- | --------------------------------- | -------------------------------------------------------------------- | ------------------------ |
| 군내 전 구간 | 기본운임                        | 1000원                            | 500원                                                                | 500원                    |
| 시외 구간    | 기본운임 (시경계 2km 반경 이내) | 1000원                            | 합산 금액의 50% (단,거창-합천군/함양군/산청군 등 이동시 20%)할인적용 | 합산 금액의 50% 할인적용 |
| 시외 구간    | 추가운임 (km당)                 | 시계 월경시 기점기준으로 116.14원 | 합산 금액의 50% (단,거창-합천군/함양군/산청군 등 이동시 20%)할인적용 | 합산 금액의 50% 할인적용 |

- 2014년 4월 25일부터 교통카드를 이용해 버스를 승차할 수 있다. 현금 요금 대비 10% 정률 할인된다. 합천-거창의 경우 현금은 5300원이나 카드는 4770원이다.

선불식은 현재 티머니 , 이동의즐거움 계열 교통카드만 사용 가능하며 센스패스 카드의 경우 2016년 5월 13일 부로 카드사의 사정으로 사용 중단 조치되어 현재는 사용할 수 없다. 후불형은 국민, 농협, 신한, 롯데 등 대부분의 후불형을 사용하여 결제가능하다
- 10Km까지 기본 요금으로 이용할 수 있으며, 이 거리를 초과할 경우 1Km 마다 116.14원씩 추가되고 소수점이하는 절삭한다. 청소년은 20%, 어린이는 50% 할인된다.
- 목적지별 정확한 운임은 거창군 시내버스 안내페이지[깨진 링크(과거 내용 찾기)]에서 농어촌버스 요금표 버튼을 클릭하여 확인할 수 있다.

## 거창군 차적의 버스 노선

### 도시형버스

#### ●1번
거창터미널 → 강변로 → 중앙로 → 성은빌딩 → 군농협 → 우체국 → 원상동 → 대경아파트 → 거창대성환경정보고등학교 → 현대아파트 → 거열교 → 서경병원

#### ●3번
주공4차아파트 → 주공1차아파트 → 원양예식장 → 대동정류소 → 군농협 → 로타리 → 법원사거리 → 대경아파트 → 거창대성환경정보고교 → 현대아파트 → 거열교 → 서경병원

#### ●7번
거창버스터미널(서흥여객) → 참좋은아파트 → 대평리만남의장 → 아림고등학교 → 거창박물관(경유지) → 김천4거리 → 로타리 → 거창도서관 → 북부4거리 → 개봉4거리,

### 농어촌버스
- 모든 노선이 거창에서 출발한다.

| 운행 노선 | 행선지 |
| --------- | --- |
| 고제선    | 고제, 온곡입구, 궁항, 개명, 수내, 상수내, 궁항, 학림, 둔기, 봉산, 원봉, 내당, 원기, 탑선, 도계                                           |
| 웅양선    | 웅앙, 석정, 장교, 산포리, 금광, 우두령, 용전, 군암리, 아주, 오산                                                                         |
| 주상선    | 주상, 연교, 성기, 보광, 막터, 남산, 내오, 완대1구, 완대2구, 과수원, 위천, 고제, 학교, 상고대, 하고대, 과수원, 거기                       |
| 북상선    | 북상, 농산, 강선대, 탑불, 병곡입구, 중산, 가곡, 장암, 창선, 시암, 산수입구, 개삼, 병곡, 갈골, 심동, 송계사, 월성, 산수, 황점             |
| 위천선    | 남삼, 위천, 상천, 수승대, 강남, 점터, 당산, 모동, 금원산, 무월, 넘터                                                                     |
| 마리선    | 소곡, 장백, 진산, 주암, 원말흘, 영승, 월화, 삼거리, 시목, 고학입구, 동편, 상촌, 고대, 장풍, 서편, 고학                                   |
| 남상선    | 지하동, 월평, 무촌, 일원정, 전척, 남상, 오계, 청림, 한산, 둔동, 대산, 상매산, 신기, 명산골, 동령, 임불입구, 진목, 임불, 춘전, 남불, 월포 |
| 초동선    | 장백, 계동, 지동, 대동리, 시목, 엄대, 동편, 서편, 박동, 관동, 중동, 숭림, 독자, 신당, 이문, 안의, 임내, 귀곡, 동촌, 안심, 상비,          |
| 신원선    | 청수대, 저전, 양지, 감악, 구사, 삼거리, 신원, 세안, 청룡, 오례, 하유, 내동, 중유, 대현, 상유, 비곡, 와룡, 예동                           |
| 남하선    | 남하, 학교, 감나무, 내가천, 아주, 대야, 부자정, 가청교, 용동, 산포, 높은다리, 살목                                                       |
| 가조선    | 안흥, 신촌, 장기, 방촌, 가조, 원천, 병산, 도산, 녹동, 석강, 기리, 도리, 광성, 학산, 대학동, 지산                                         |
| 가북선    | 용산, 가북, 해평, 어인, 공수, 양암, 박암, 추동, 몽석, 회남, 내촌, 홍감, 중촌, 용암, 심방, 개금                                           |

### 마을버스
- ● 경상남도 거창군 거창읍 내를 순환하는 마을버스가 있다. 노선은 총 1개이며 운영업체는 서흥여객이 유일하다.

- ● 곰실선은 서흥여객터미널을 출발하여 거창상설시장을 경유한 후 터미널로 돌아오는 노선이다.

## 운영 업체
- 서흥여객

## 참고 사항
- 거창군 신원면의 소룡마을은 산청군의 농어촌버스가 운행한다. 거창군의 농어촌버스는 좀 더 북쪽의 소야마을까지 운행한다.